# SNR G344.7-00.1
SNR G344.7-00.1, llamado también G344.7-0.1 y AJG 58, es un resto de supernova que se localiza en la constelación de Escorpio.
Fue descubierto en banda de radio en 1975 desde el observatorio de Molonglo y el observatorio Parkes a 408 y 5000 MHz respectivamente.

## Morfología
Las imágenes en banda de radio de SNR G344.7-00.1 revelan una clara estructura de cáscara asimétrica y brillante, más intensa en la región noroeste.
Existe también una emisión de radio central muy estructurada, con rasgos presentes a pequeña escala: la combinación de las observaciones de radio con datos del infrarrojo medio y rayos X, ha llevado a concluir que la característica brillante central es el resultado de fuertes choques que impactan en una pared densa, que se manifiesta como un incremento de la emisión de radio sincrotrón produciendo un «aplanamiento» del espectro de radio.
La morfología en rayos X de este resto de supernova está rellena desde el centro, existiendo una tenue emisión de rayos X difusa que se extiende hasta el perímetro observado en banda de radio.
La distribución de la emisión es compleja, formada por arcos y filamentos. Se ha confirmado su naturaleza térmica, sin evidencia de emisión sincrotrón no térmica en esta región del espectro.
Se piensa que SNR G344.7-00.1 tiene edad suficiente —véase más abajo— para que el choque inverso haya alcanzado el centro del remanente. En este sentido, la distribución de las eyecciones de hierro —con su máximo en el centro del resto de supernova— rodeadas por un arco de elementos de masa intermedia, sugiere que dichas eyecciones han sido recientemente calentadas por el choque inverso. Estos resultados son consistentes con un remanente procedente de la explosión de una supernova de tipo Ia, donde los elementos más pesados han sido sintetizados en el interior de una enana blanca explosionando. También hay que indicar que, aunque se ha detectado una fuente puntual en la banda de rayos X suave (CXOU J170357.8-414302) en el centro geométrico de SNR G344.7-00.1, dicho objeto no guarda relación con el resto de supernova.

## Edad y distancia
La edad de SNR G344.7-00.1 se cifra entre 3000 y 6000 años.
Por otra parte, la distancia a la que se encuentra este resto de supernova es de 6300 ± 100 pársecs, valor estimado por su probable asociación con una capa H I abierta.